# Совкина, Валентина Вячеславовна
Валентина Вячеславовна Совкина (род. 1963, Ловозеро) — российский политический деятель, председатель Саамского парламента Кольского полуострова.

## Биография
Родилась в 1963 году в селе Ловозеро Мурманской области, где и живёт. Учитель по образованию.
В 2010 году на первом заседании Саамского парламента Кольского полуострова избрана председателем Парламента, ранее являлась председателем Совета уполномоченных представителей саамов Мурманской области.
С 2013 года возглавляет Кольское саамское радио.

## Взгляды на саамские проблемы
По мнению Валентины Совкиной, председателя Саамского парламента Кольского полуострова, основная причина такого сокращения численности саамского населения России — естественная убыль, объясняемая в том числе и малодетностью современных саамских семей. Другими причинами, по мнению Совкиной, являются низкий социальный статус саамов и их экономическая незащищенность; часть вины за это лежит и на местных властях, поскольку проводимая ими социально-экономической программа поддержки коренных народов Севера Мурманской области является неэффективной и слабо способствует решению имеющихся социальных и экономических проблем саамского населения, а значительная часть мероприятий, проводимых в её рамках, имеет сугубо формальный характер. Никаких мероприятий, направленных на социальное благополучие саамского населения, в период 2008—2012 в Мурманской области, по словам Совкиной, не проводилось; уровень обеспечения саамов медицинскими услугами, по её словам, также из года в год падает, поскольку сокращаются местные фельдшерско-акушерские пункты, уменьшается число койко-мест в стационарах, закрываются поликлиники.

## Нападение
В сентябре 2014 года Совкина в качестве представителя саамов России должна была участвовать во всемирной конференции коренных народов, проводимой Генеральной ассамблеей ООН в Нью-Йорке. По дороге из Ловозера в норвежский Киркенес на подъезде к городу Заполярный на неё было совершено нападение, при этом присутствовавшие полицейские не мешали нападавшему, а, наоборот, скрутили шофёра, который помог Совкиной, и дали нападавшему скрыться. В результате Совкина не смогла попасть на свой рейс, однако вылетела в Нью-Йорк днём позже. Это нападение средства массовой информации связывают с серией других нападений и происшествий с российскими делегатами конференции коренных народов в Нью-Йорке.